# Кенжебаев, Туле Таскентбайулы
Туле Таскентбайулы Кенжебаев, в Указе о награждении — Кинжабаев Туле (1902—1988) — красноармеец Рабоче-крестьянской Красной Армии, участник Великой Отечественной войны, Герой Советского Союза (1944).

## Биография
Туле Кенжебаев родился 1 января 1902 года в селе Зайцевском (ныне — Шелек Енбекшиказахского района Алматинской области Казахстана). Работал сначала батраком, затем на кожевенном заводе, а позднее устроился на работу чабаном в колхоз. В марте 1942 года Кенжебаев был призван на службу в Рабоче-крестьянскую Красную Армию. С сентября 1943 года — на фронтах Великой Отечественной войны, был сабельником 1-го эскадрона 60-го гвардейского кавалерийского полка 16-й гвардейской кавалерийской дивизии 7-го гвардейского кавалерийского корпуса 61-й армии Центрального фронта. Отличился во время битвы за Днепр.
27 сентября 1943 года Кенжебаев одним из первых в эскадроне переправился через Днепр в районе деревни Нивки Брагинского района Гомельской области Белорусской ССР. Ночью того же дня позиции советских войск на плацдарме была атакована скрытно подобравшимися немецкими войсками. Кенжебаев, находясь в секрете, обнаружил крупную группу немецких пехотинцев, которые выходили его эскадрону во фланг. Кенжебаев бросил в них гранату, а затем бросился в рукопашную схватку, уничтожив троих солдат и взяв в плен офицера. Оставшиеся в живых немецкие солдаты бежали. Всего же в боях на плацдарме Кенжебаев уничтожил несколько десятков вражеских солдат и офицеров.
Указом Президиума Верховного Совета СССР «О присвоении звания Героя Советского Союза генералам, офицерскому, сержантскому и рядовому составу Красной Армии» от 15 января 1944 года за «образцовое выполнение боевых заданий командования на фронте борьбы с немецкими захватчиками и проявленными при этом отвагу и геройство» гвардии сержант Туле Кенжебаев был удостоен высокого звания Героя Советского Союза с вручением ордена Ленина и медали «Золотая Звезда» за номером 8077.
После окончания войны Кенжебаев был демобилизован. Вернулся на родину, продолжил работать в колхозе. Умер 18 октября 1988 года.

## Награды
- Медаль «Золотая Звезда» Героя Советского Союза (15.01.1944)[3][4].
- Орден Ленина (15.01.1944).
- Орден Красного Знамени (19.11.1943)[5].
- орденом Отечественной войны 1-й степени.
- Медали.

## Память
В честь Кенжебаева названа школа на его родине.